# Холерные бунты в Закарпатье
Холерные бунты — антикрепостнические выступления крестьян на Закарпатье в 1810—1815 годах и 1831 году, связанные с эпидемией холеры, голодом и действиями австрийских властей. По причинам, обстоятельствам и времени соотносятся с аналогичными волнениями в Российской империи.

## Выступления 1831 года
В 4 округах (комитатах, или жупах) на территории современной Закарпатской области холера и голод за три месяца унесли около 56 000 человек. Австрийская администрация ввела карантин, а в отдельных комитатах было объявлено чрезвычайное положение. В связи с эпидемией холеры крестьянам Закарпатья было запрещено выезжать в Венгрию на заработки, что обостряло социально-экономическую ситуацию и усиливало голод. Австрийскими властями проводились дезинфекция колодцев, запрещалось хоронить умерших с большими процессиями. Среди крестьян стали распространяться слухи о том, что колодцы якобы отравляются специальными отрядами, которые занимаются их дезинфекцией хлорной известью.
В ответ возмущённые крестьяне отказывались выполнять различные повинности, а кое-где и начали расправляться с представителями австрийских властей, помещиками, лесничими. Поводом к началу восстаний стали подобные волнения в Восточной Словакии.
Самые массовые беспорядки охватили сёла комитатов Унг и Берег. С ними сопоставимо позднейшее восстание крестьян 44 сёл Нижневерецкого округа Мукачево-Чинадиевской доминии 1836 года.
Кроме крестьянства, в восстаниях участвовали также польские эмигранты — участники польского восстания 1830—1831 годов, поддерживавшие венгерское национально-освободительное движение в его стремлениях к отделению от империи Габсбургов.
Австрийское правительство призвало восставших крестьян к покорности, вначале обещая амнистию. Когда эти призывы не помогли и карательные войска начали жестоко расправляться с повстанцами (происходили массовые убийства), то император, чтобы предотвратить новые выступления, решил прекратить кровавую расправу. Народные выступления 1831 года заставили австрийскую администрацию и венгерских феодалов пойти на некоторые уступки крестьянству, но окончательно крепостное право было отменено только в результате революции 1848—1849 годов.